# 16028 Anushree
A 16028 Anushree (ideiglenes jelöléssel (16028) 1999 DC6) a Naprendszer kisbolygóövében található aszteroida. A LINEAR projekt keretében fedezték fel 1999. február 17-én.